# Toktar Żanggyłyszbaj
Toktar Säbituły Żanggyłyszbaj (kaz. Тоқтар Сәбитұлы Жаңғылышбай, ur. 25 marca 1992 w Karagandzie) – kazachski piłkarz grający na pozycji napastnika. Od 2015 jest zawodnikiem klubu Kajrat Ałmaty, do którego jest wypożyczony z FK Astana.

## Kariera klubowa
Swoją karierę piłkarską Żanggyłyszbaj rozpoczął w klubie Szachtior Karaganda. W 2011 roku awansował do pierwszego zespołu. W Priemjer-Lidze zadebiutował 21 maja 2011 w wygranym 4:2 domowym meczu z Kajratem Ałmaty. Zarówno w sezonie 2011, jak i sezonie 2012, wywalczył z Szachtiorem tytuł mistrza Kazachstanu. W 2013 roku zdobył Superpuchar Kazachstanu oraz Puchar Kazachstanu. W zespole Szachtiora grał do końca sezonu 2014.
W 2015 roku Żanggyłyszbaj przeszedł do mistrza Kazachstanu, FK Astana. Swój ligowy debiut w nim zanotował 11 marca 2015 w wygranym 3:0 wyjazdowym meczu z Irtyszem Pawłodar. Wcześniej, 1 marca, zdobył z Astaną superpuchar kraju (nie zagrał w wygranym po serii rzutów karnych meczu z Kajratem Ałmaty).
W połowie 2015 roku Żanggyłyszbaj został wypożyczony do Kajratu Ałmaty. Swój debiut w Kajracie zanotował 19 lipca 2015 w zremisowanym 0:0 wyjazdowym spotkaniu z FK Atyrau.
| Sezon | Klub                | Kraj       | Rozgrywki     | Mecze | Gole |
| ----- | ------------------- | ---------- | ------------- | ----- | ---- |
| 2011  | Szachtior Karaganda | Kazachstan | Priemjer-Liga | 6     | 0    |
| 2012  | Szachtior Karaganda | Kazachstan | Priemjer-Liga | 0     | 0    |
| 2013  | Szachtior Karaganda | Kazachstan | Priemjer-Liga | 12    | 0    |
| 2014  | Szachtior Karaganda | Kazachstan | Priemjer-Liga | 17    | 3    |
| 2015  | FK Astana           | Kazachstan | Priemjer-Liga | 5     | 0    |
| 2015  | Kajrat Ałmaty       | Kazachstan | Priemjer-Liga |       |      |

## Kariera reprezentacyjna
W reprezentacji Kazachstanu v zadebiutował 31 marca 2015 roku w zremisowanym 0:0 towarzyskim meczu z Rosją, rozegranym w Chimki, gdy w 43. minucie zmienił Bauyrżana Żołszijewa.